# Портрет Лионелло д’Эсте
Портрет Лионелло д’Эсте (1441) — картина итальянского художника Пизанелло, изображающая маркиза Лионелло д'Эсте, правившего Феррарой в 1441—1450 годах. Один из первых ренессансных станковых портретов.

## История
В Италии XV века, с началом эпохи гуманизма, портрет становится одним из ведущих жанров живописи. Заказчиками обычно выступали представители аристократии и духовенства, оценившие возможности портрета как средства презентации и утверждения социального и политического статуса клиента. Портрет также становится средством информации и памятным документом.
Маркиз Феррары Лионелло д’Эсте был вторым из трёх незаконнорождённых сыновей Никколо III д’Эсте, Лионелло получил гуманистическое образование под руководством Гуарино да Вероны, учился военному делу у кондотьера Браччо да Монтоне. Наследовал маркизат после смерти отца в декабре 1441 года. Прекрасный политик и дипломат, он сделал Феррару одним из культурных центров Европы, возродив Университет Феррары и заложив основы так называемой политики «великолепия» (magnificientia) двора д'Эсте.
Портрет Лионелло д’Эсте, одно из самых известных произведений художника, датируется по сонету (1441) Улисса Алеотти (итал. Ulisse degli Aleotti), нотариуса из Падуи. В сонете возносится похвала победителю состязания на создание лучшего портрета Лионелло. В нём участвовали художники Пизанелло и Якопо Беллини, последний одержал верх. Сонет Алеотти — первое свидетельство об обстоятельствах создания портрета. К тому времени, когда Якопо Беллини, прибыл в Феррару, Пизанелло работал там уже полгода. По контексту ясно, что картина Пизанелло была написана в первой половине 1441 года. Художник уехал из Феррары в Мантую в августе того же года, конкурс проходил в то время, когда Феррарой еще управлял Никколо III, умерший в декабре 1441 года. Известен отзыв Лионелло д’Эсте о работах обоих художников:
Вы помните, как Пизанелло и Беллини, прекраснейшие живописцы нашего времени, недавно отличились разными способами в портретировании моего лица. Один из них добавил большую выразительность моим чертам, в то время как другой изобразил их более бледно, но не менее тонко.
Победителем соревнования был признан Якопо Беллини, портрет, выполненный им, не сохранился.
Одно время считалось, что «Портрет Джиневры д'Эсте» («Портрет принцессы из дома д’Эсте») того же художника является портретом жены Лионелло Маргариты и парным к данной картине, но их разделяет несколько лет, у них разные размеры и срезы фигур моделей.

Портрет Лионелло д’Эсте в начале XXI века был отреставрирован в Opificio delle Pietre Gemini во Флоренции.

## Описание
Портрет исполнен темперными красками на деревянной доске размером 28 х 19 см. Сверху доска надставлена полосой шириной около трёх сантиметров, сделано это было, вероятно, позднее.
Лионелло показан в правый профиль, на тёмном фоне. Изображение строго в профиль, традиционное для императорского Рима, — приём, направленный на прославление принца, считавшегося одним из самых просвещённых правителей Италии своего времени. К тому времени Пизанелло имел уже немалый опыт в создании медалей, практически заложив основу итальянской школы медальерного искусства.. Пизанелло был одним из тех, кто мог передать в небольшом профильном портрете на медали передать душевные переживания модели. 
Светлые волосы Лионелло подстрижены так, что они подчёркивают форму головы. Причёска scutella известна также под названием «французская грива», была весьма популярна в ту эпоху. Здесь прослеживается влияние бургундского двора, законодателя европейской моды. В нижней части портрета изображён куст роз с раскрывающимися и уже раскрывшимися цветами. Работа единодушно атрибутируется всеми исследователями на основании стилистического анализа Антонио Пизано, известного как Пизанелло.  Во время реставрации картины были открыты деликатные краски в жемчужной гамме, которыми прописано лицо модели, показывающие, насколько Пизанелло был блестящим колористом.
Лионелло одет в veste гранатового цвета, открывающий край белой рубашки, и верхнюю одежду sopravveste all’italiana из парчи с пуговицами в форме полусферы, вероятно, серебряными. Орнамент весте — пальметты, изгиб которых подчёркивает трёхмерность изображения, — один из типичных цветочных орнаментов одежды аристократии XV века. На спинке соправесте видны связанные шнуры, в которых некоторые исследователи усматривают метафору «любовного узла». Символическое значение роз, которые часто встречаются в живописи интернациональной готики, до сих пор не совсем понятно. Есть предположение, что изображение розы — отсылка к прозвищу герцога, данному его учителем Гуарино да Верона, — «цветок принцев». Гуманист Лодовико Карбоне так писал о нём:
Я никогда не мог смотреть без слёз на портрет Лионелло, который написал Антонио Пизано, так он сумел собрать в нём самые глубокие следы человеколюбия.